# Emma Tenayuca
Emma Tenayuca, Emma Beatrice Tenayuca, född 21 december 1916, död 23 juli 1999, var en amerikansk fackföreningsorganisatör och lärare.
Hon är mest känd för sitt arbete med att organisera mexikanska arbetare i Texas under 1930-talet, särskilt för att leda pekannötstrejken i San Antonio 1938 - en av de största strejkerna i USA:s historia.

## Biografi
Emma Tenayuca föddes den 21 december 1916 i San Antonio, Texas. Hon var det äldsta av elva barn och bodde sedan ung ålder med sina morföräldrar, vilka uppmuntrade henne att intressera sig för politik. Hon började engagera sig i arbetares rättigheter innan hon gick ut high school. Första gången hon arresterades var hon 16 år gammal, under en protest mot Finck Cigar Company.
Senare var hon engagerad i både Worker’s Alliance of America och i Woman’s League for Peace and Freedom. Hon organiserade en protest mot misshandel av migranter från Mexiko av amerikanska gränspatruller, och hon ledde strejker för att förbättra förhållandena för arbetare i Texas. 
Senare tog hon en lärarexamen vid San Francisco State College och Our Lady of the Lake University i San Antonio, och hon jobbade som lärare fram till sin pension 1982. 
Hennes son, Francisco Tenayuca Adams, föddes 1952.

## Eftermäle
Den tvåspråkiga barnboken That's Not Fair! Emma Tenayuca’s Struggle for Justice, berättar om Tenayucas medverkan i pekannötstrejken.
South Texas Civil Rights Project delar årligen ut utmärkelsen Emma Tenayuca Award till förkämpar för medborgerliga rättigheter.